# Klaus Marquardt (Violinist)

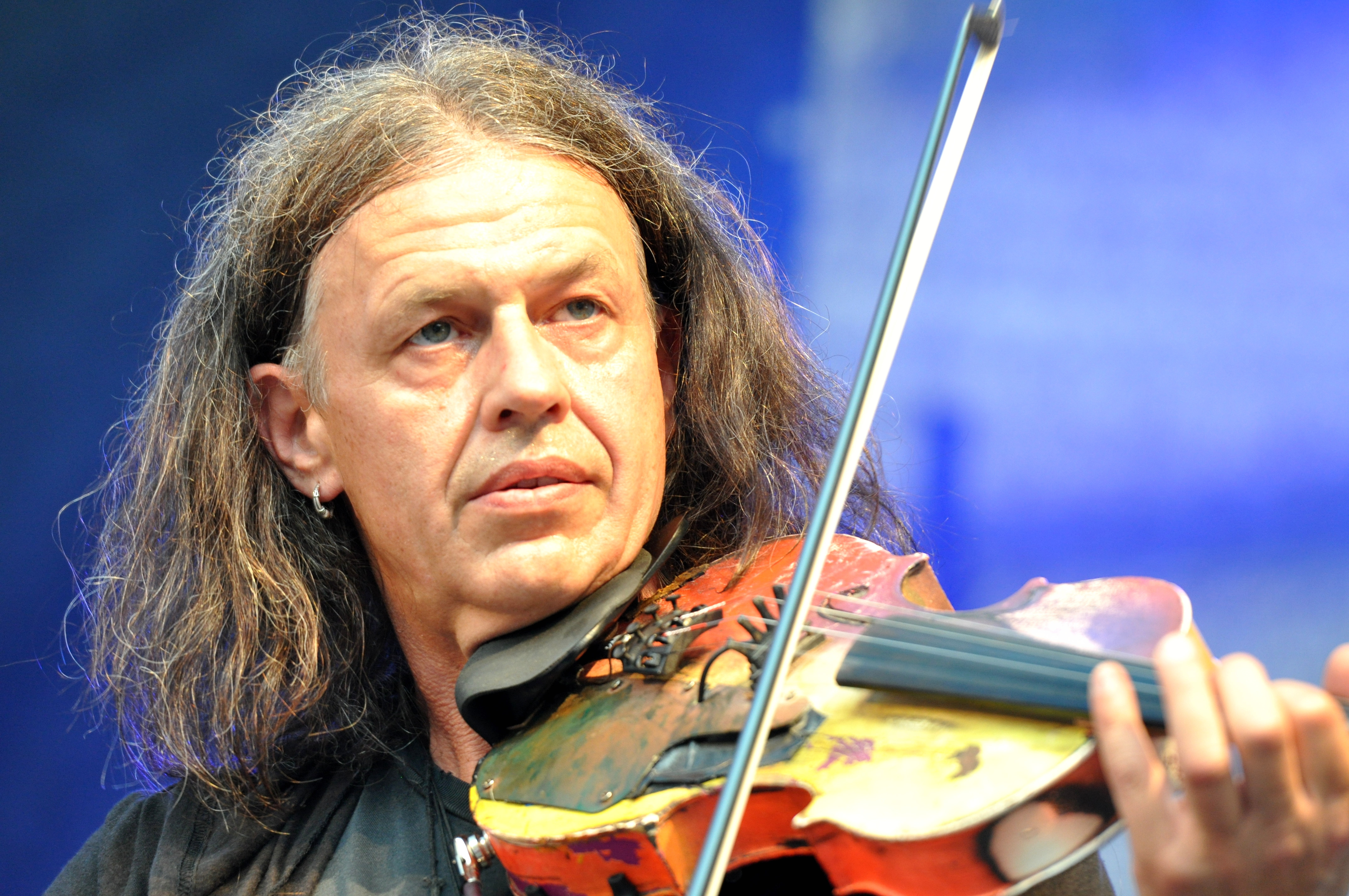
Klaus Marquardt (2016)

Klaus Marquardt ist ein deutscher Violinist, der sowohl Klassik und Jazz als auch Folk, Blues und Rockmusik spielt. Er ist in verschiedenen Gruppen und Ensembles sowie als Begleitmusiker tätig.

## Leben
Der Schwabe Klaus Marquardt legte am Georg Büchner Gymnasium in Winnenden sein Abitur ab. Danach studierte er an der Hochschule für Musik Würzburg Violine und Kammermusik bei Max Speermann und erhielt Unterricht in Jazz bei Leszek Zadlo. Die Ausbildung deckte die Sparten Klassik, Rock, Pop, Jazz, Improvisation, Blues, Folk und Avantgarde ab. In der Internationalen Bachakademie Stuttgart spielte er unter der Leitung von Helmuth Rilling, bei den Heidelberger Sinfonikern unter Thomas Fey. Festes Mitglied ist er beim Stuttgarter Orchester der Kulturen. Im Bereich der Neuen Musik arbeitete er mit Manfred Schreier zusammen. Seit 1996 ist er auch Musiker bei den Musicals der Stage-Entertainment in Stuttgart.
Geigen-Improvisationen praktiziert er seit seiner Jugend und auf der Bühne stand er mit Bands verschiedener Stilrichtungen, wobei seine Instrumente die Violine, die E-Violine und die Mandoline sind. So ist er Mitglied im German Pops Orchestra, für das er auch arrangiert und komponiert hat. Sein Streichquintett StrinXup spielt seine Arrangements und Kompositionen. Am bekanntesten ist er als Produzent, Arrangeur und Musiker der schwäbischen Folkrock-Band Wendrsonn, mit der er vier CDs aufnahm. Eine weitere seiner Bands ist die in Ludwigsburg ansässige deutsch-türkische Gruppe Limanja, deren Musik Pop- und Ethno-Elemente verschmelzen lässt. 2008 erschien die CD Aliena seines eigenen Projektes Violin Experience. Seine Dienste nahmen Jon Lord, Miller Anderson, Die Fantastischen Vier, Pur, Silje Nergaard, Julia Neigel, Dave Demuth, Claude Schmidt, Ray Wilson, Xavier Naidoo, Sasha in Anspruch. Außerdem arrangierte er 2016 für die Esslinger Landesbühne die in der Schülertragödie Punk Rock verwendeten Rock-Klassiker für ein Streichquartett um. Seit September 2018 leitet Klaus Marquardt an der Freien Musikschule Engelberg in Winterbach-Engelberg eine Geigen-, Viola- und Ensembleklasse.
Seit 2015 arrangiert er auch für die Cover-Band The News vor allem Streicherarrangements neben Alfred Kritzer (Grönemeyer), aber auch ganze Orchesterarrangements, die zusammen mit der Band The News für verschiedene Events aufgeführt werden.
Seit April 2020 ist er auch als Songwriter tätig, zusammen mit der Sängerin Biggi Binder. Daraus ist 2020 die Formation „KayToBee“ entstanden, die zusammen mit dem Produzenten Mario Simic, Popmusik mit einem eigenen KayToBee-Sound kreiert. Nicht nur Streichquartett-Arrangements, sondern vor allem auch spezielle E-Geigensounds kommen bei den Produktionen von KayToBee zum Tragen.
Auch die neue CD „Toxic Woman“ seiner Bluesrock-Band „Klaus Marquardt ViolinXperience“ kam 2022 heraus, mit lauter Eigenkompositionen von den Band-Mitgliedern Klaus Marquardt, Rüdiger Nass (Gitarre) und Biggi Binder (Gesang). Bei dieser ViolinXperience-CD gibt es eine weitere Premiere von Klaus Marquardt: er tritt auch als Bluesrocksänger in Erscheinung.

## Auszeichnungen
Neben mehreren Auszeichnungen für Bands, in denen er Mitglied ist, erhielt er als Person:
- Deutscher Rock-&-Pop-Preis in der Kategorie: „Bester Instrumentalist Folkrock“
- Deutscher Rock-&-Pop-Preis in der Kategorie „Produzent bestes Album Folkrock“[1]

## Diskografie
- 1994: Bills to Pay (mit Rock’n’Roll Junkies)
- 1995: Rebellen der Kunst (mit Konrad Kujau und Rock’n’Roll Junkies)
- 1995: Double Impact (mit Colin John)
- 1998: Strings Up (mit Klaus Marquardt’s Strings Up —> ab 2002 StrinXup)
- 1998: General Black is the Nightmare of the Moon (mit Mah-Jong SaxString)
- 2000: Tigers Labyrinth (mit Dannemann)
- 2003: Die Prophezeiung Klassik Edition (mit I Nomine als Konzertmeister beim GermanPops Orchestra)
- 2003: DIEFANTASTISCHENVIER Live in Stuttgart Unplugged (als Head of Streichersection bei den Fanta 4)
- 2003: Songs of Quality and Distinction (mit Weavill&Harriman)
- 2008: Aliena (mit Klaus Marquardt Violin Experience, als Produzent, Arrangeur, Songwriter, E-Geiger)
- 2010: At the Edge of Time (mit Blind Guardian - Song: Curse my name)
- 2011: Celtic Symphony Uisce (als Arrangeur für Anne Wylie Band – Bernd Ruf – Jenaer Philharmonie)
- 2011: S’Läba isch koin Schlotzer (mit Wendrsonn)
- 2012: Love in Different Ways (mit Paul Harriman)
- 2013: Reigschmeckter (mit Wendrsonn, als Produzent, Geiger und Arrangeur)
- 2013: Modus Vivendi (mit Gismo Graf Trio, als Arrangeur und Geiger im Streichquartett)
- 2015: Geile Zeit (mit Wendrsonn, als Produzent, Geiger und Arrangeur)
- 2015: Veda (mit Bodo Schopf)
- 2016: Hautschnah (mit Matthias Hautsch)
- 2017: Ondrwägs (mit Wendrsonn, als Produzent, Geiger und Arrangeur)
- 2018: Celebration of Woodstock – Herzberg Festival Live 2018 (mit Miller Anderson Band & Friends)
- 2021: The Journey (mit KayToBee, als Produzent, Songwriter, Arrangeur, Geiger)
- 2022: Toxic Woman (mit Klaus Marquardt ViolinXperience, als Produzent, Songwriter, E-Geiger, Arrangeur)